# Karl Petrén

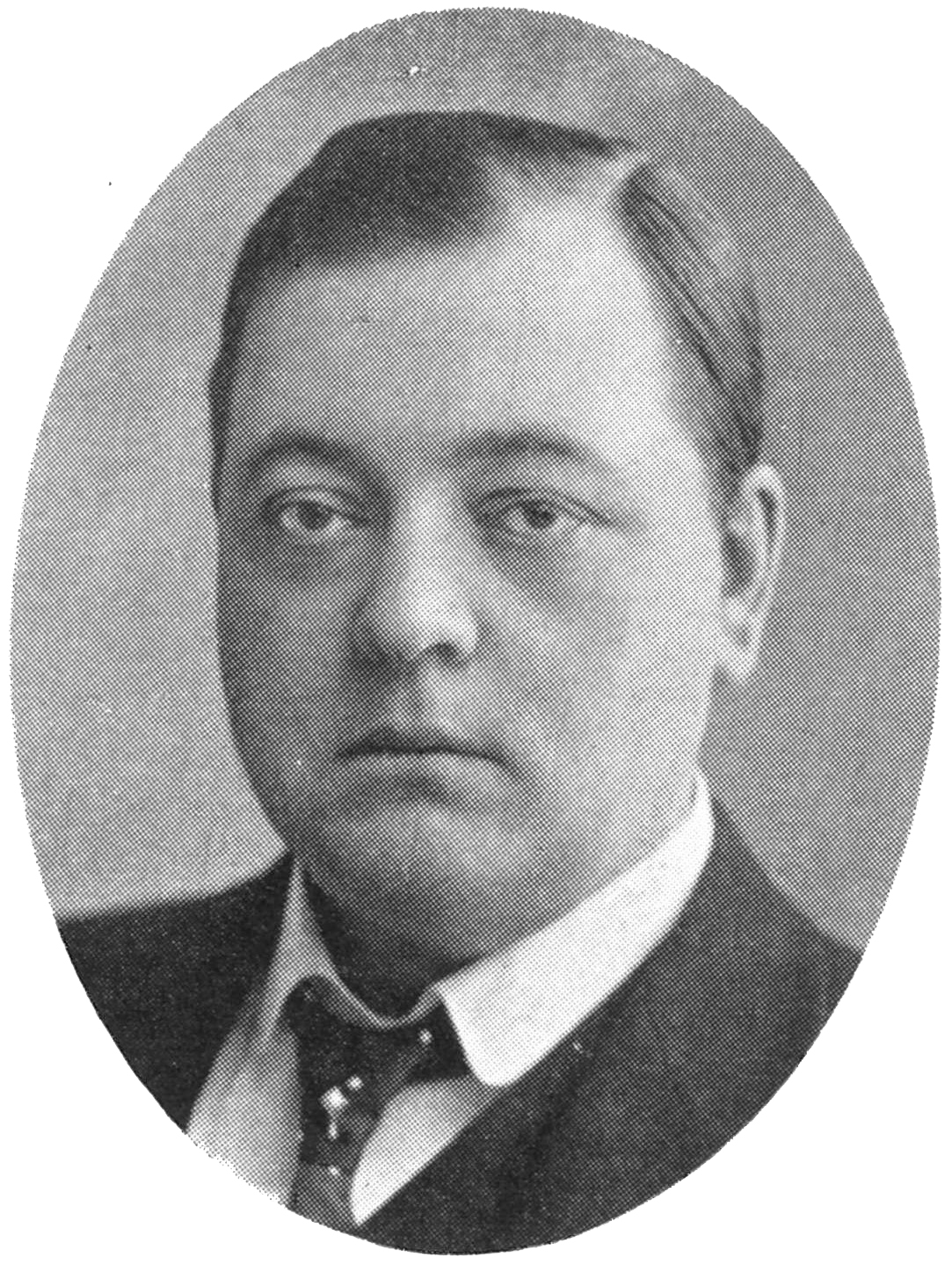
Karl Petrén.

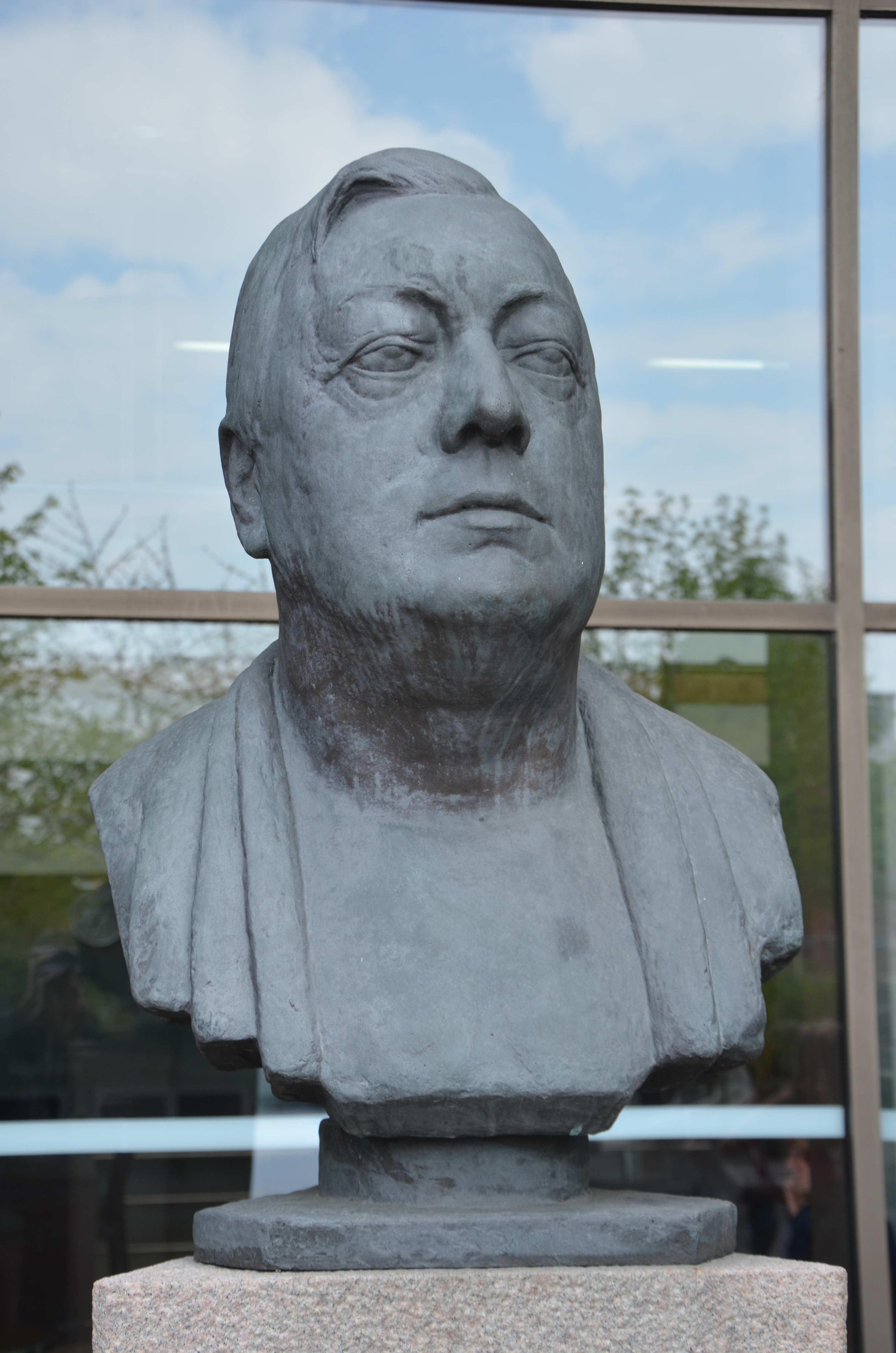
Byst av Karl Petrén utanför Lunds Universitetssjukhus.

Karl Anders Petrén, född den 2 december 1868 i Halmstad socken mellan Ekeby och Tågarp i Malmöhus län, död den 16 oktober 1927 i Lund, var en svensk läkare och professor. 

## Biografi
Karl Petrén var son till kyrkoherden Carl Daniel Edvard Petrén och Charlotta Göransson. Han var vidare bror till Thure, Edvard, Alfred, Bror, Jakob, Gustaf, Viktor, Ebbe och Louise Petrén.
Som student vid Lunds universitet var Karl Petrén medlem i den radikala studentföreningen De unga gubbarna. Han studerade för Magnus Blix i Lund och för Déjérine i Paris och blev doktor 1896. Först var han verksam inom neurologin, men var sedan verksam som badläkare med egen praktik. Han har gett namn åt en neurologisk gångrubbning, och skapade en diet, "Petrén-dieten" för diabetessjuka, som innebar att dra ner på kolhydratintaget och ersätta detta med fett. Petrén förordade att mängden fett skulle uppgå till 85 procent av matintaget för den diabetessjuke.
Karl Petrén var professor i praktisk medicin i Uppsala 1902–10 och från 1910 verksam i Lund. Han utgav betydande verk om bland annat ryggmärgens banor, barnförlamning och sockersjuka (diabetes). Från 1912 var han överläkare vid Ramlösa hälsobrunn och var där bland annat engagerad i att understödja exploateringen av det nyss påfunna alkaliska Ramlösavattnet. Han lämnade brunnsverksamheten 1921 när han blev utsedd till direktör för lasarettet i Lund.
Karl Petrén var 1911–27 inspektor för Helsingkrona nation. Han ligger begravd på Norra kyrkogården i Lund.

## Utmärkelser, ledamotskap och priser
- Ledamot av Kungliga Vetenskapsakademien (LVA, 1911)
- Ledamot av Vetenskapssocieteten i Lund (LVSL)[3]

## Fotogalleri

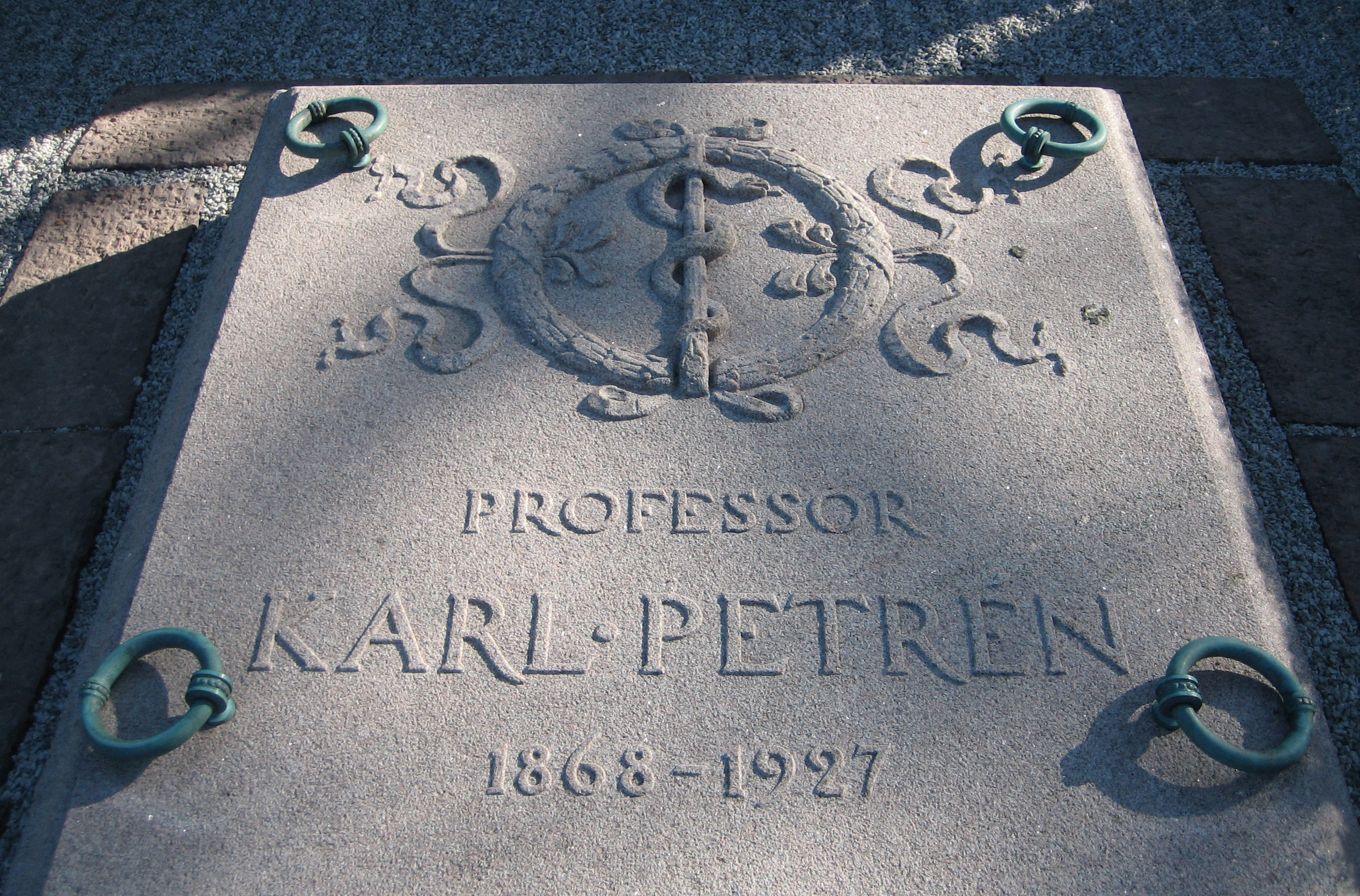
Karl Petréns grav på Norra kyrkogården i Lund.